# Xian de Sheqi
Le xian de Sheqi (社旗县 ; pinyin : Shèqí Xiàn) est un district administratif de la province du Henan en Chine. Il est placé sous la juridiction de la ville-préfecture de Nanyang.

## Démographie
La population du district était de 621 455 habitants en 1999.